# Десять пенні (Фінляндія)
Десять пенні (фін. 10 penniä) — в минулому розмінна монета Фінляндії. До переходу Фінляндії, 1 січня 2002 році на євро, 10 пенні була обіговою монетою у країні. Була в обігу в 1865 —2002 роках. 10 пенні дорівнювало 1/10 фінляндської марки.

## Історія

Фінляндські монети 1990 року

До 1917 року, Фінляндія входила до складу Російської імперії як Велике князівство Фінляндське. Російські імператори, вважалися також за великих князів Фінляндських. Ця адміністративно-територіальна одиниця мала деяку автономію, що в тому числі знайшло відображення у тому, що усі написи на грошових одиницях були фінською мовою.
Маніфестом від 23 березня (4 квітня) 1860 року «Про зміну монетної одиниці для Великого князівства Фінляндського» фінляндському банку дозволено карбувати «особливу» монету - марку (MARKKA), розділену на 100 пенні (PENNIÄ). 

### Випуски 1864-1867, 1875-1876
10 пенні Великого князівства Фінляндського – мідна монета діаметром 30 мм, вагою 12,8  г.
На аверсі розміщувався вензель великого князя Фінляндського Олександра II (A II), під короною. Зображення було обведено колом.
На реверсі фінською мовою позначення номіналу «10 PENNIÄ» у вінку, а також дата карбування монети.

### Випуски 1889—1891
На аверсі розміщувався [вензель]] нового великого князя Фінляндського Олександра III (A III), під короною. Зображення було обведено колом.
Зображення реверсу зосталося як і на попередньому типі монет.
Діаметр та вага монет також не змінилася.

### Випуски 1895—1917
На аверсі розміщувався вензель нового великого князя Фінляндського Миколи II (N II), під короною. Зображення було обведено колом.
Зображення реверсу зосталося як і на попередньому типі монет.
Діаметр та вага монет також не змінилася.

### Випуск 1917
У 1917 році, відбувся випуск монет зміненого вигляду. Здебільшого вони нагадували імперські монети, але були внесені деякі зміни. Наприклад на 25 та 50 пенні фінляндський князівський орел, позбувся корон. На нижчих номіналах (1, 5, 10 пенні) вензеля російських імператорів (фінляндських великих князів) були замінені на новий герб, що зробило їх аверс подібним до нових 25 та 50  пенні. Розміри, вага, та використаний при карбуванні матеріал були такі ж як й за часів Російської імперії (стопа не змінилася).
На аверсі розміщувалося зображення герба Великого князівства Фінляндського, але орел був позбавлений корон. На відміну від вищих номіналів, не було клейма мінцмейстера. Композиція була обведена колом.
Реверс  та гурт залишилися такими, як й на попередніх випусках монет.

### Випуск 1919-1940
10 пенні Фінляндії – монета з мідна монета діаметром 22 мм, вагою 5 г.
На аверсі розміщувався герб Фінляндії, фінський коронований лев, який тримає у руці, одягнуту в лати, меч; який стоїть на шаблі. З обох боків від лева розміщено рік випуску монети, сам лев був на фоні квітів. 
На реверсі фінською мовою позначення номіналу «10 PENNIÄ» , з обох боків від якого по квітці, також одна квітка була розташована угорі.

### Випуск 1941-1943
Змінився вигляд монети. Всередині монети з’явився отвір, а герб змінився на рослинний орнамент. Діаметр монети становив 16 мм, вага дорівнювала 2,55 г.
На аверсі розімкнутий вінок, зверху якого квітка, з обох боків від вінка дата карбування монети.
На реверсі фінською мовою позначення номіналу «10 PENNIÄ» , з обох боків від отвору  по квітці.

### Випуск 1943-1945
Вигляд монети залишився колишнім, але змінився матеріал з якого карбувалися монети. Вона почала карбуватися з заліза. Діаметр монети становив 16 мм, вага дорівнювала 1,12 г.

### Випуск 1963-1982
У 1963 році пройшла реформа грошової системи Фінляндії. Була переглянута система грошових одиниць пенні замість попередніх номіналів (1, 5, 10, 25 та 50 пенні), були введені частково нові (1, 5, 10, 20 і 50 пенні). Також змінився вигляд монет.  10 пенні карбувалися з алюмінієвої бронзи. Діаметр монети становив 20 мм, вага дорівнювала  3 г.
На аверсі розміщувався герб Фінляндії, фінський коронований лев, знизу якого розміщувався рік карбування монети. По колу розміщувався напис «SUOMEN TASAVALTA». Також на аверсі, під шаблею,  відображено позначку «К» чи «S»
На реверсі фінською мовою позначення номіналу «10 PENNIÄ» , праворуч від якого зображено дерево.

### Випуск 1983-1990
З 1983 року 10 пенні карбувалися з алюмінію зображення аверсу та реверсу, зосталися як на монетах стандарту 1963 року. На аверсі, під шаблею,  відображено позначку «К», «N» чи «S». При діаметрі монети у 20 мм, її вага дорівнювала  1 г.

### Випуск 1990-2001
З 1990 року написи на монетах стали двомовними: фінською та шведською мовами. Також змінився дизайн монет.  Монети номіналом у 10 пенні карбувалися  з мідно-нікелевого сплаву діаметром 16,3 мм, вагою 1,8  г.
На аверсі було зображено конвалію, напис держави емітента було виконано двома мовами: фінською «SUOMI», та шведською «FINLAND». Також присутня позначка у вигляді літери «M».
На реверсі фінською мовою позначення номіналу «PENNIÄ», шведською «PENNI». Поле монети було оздоблене бджолиними стільниками.

## Євро
1 січня 2002 року у Фінляндії в обіг увійшло євро. На національній стороні (аверсі) монет, зображено фінського лева. Наступником монети 10 пенні у Фінляндії стала монета 10 євроцентів, випущена у Фінляндії, яка виявляє певну схожість з монетою 1963-1990 років.